# Cape Epic
La Cape Epic, sota el patrocini actual d'"Absa Cape Epic", és una cursa de ciclisme de muntanya per parelles que es realitza anualment al Cap Occidental, Sud-àfrica. La Unió Ciclista Internacional acredita l'esdeveniment ciclista.
Des de la seva primera posada en escena l'any 2004, la cursa acostuma a tenir al voltant de 700 km (435 milles) i dura vuit dies. L'Absa Cape Epic atreu a l'elit de ciclistes de muntanya professionals de tot el món així com a veritables aficionats d'aquesta pràctica. La cursa es divideix en etapes diàries i la classificació general és aconseguida de la suma de tots els temps de les etapes. El recorregut es veu lleugerament modificat en cada edició d'aquesta prova tot i que normalment l'arribada acostuma a tenir lloc entre els vinyals del Cap Occidental. Des del 2007, el punt culminant de l'etapa final ha estat a la Lourensford Wine Estate.

La Cape Epic fou una vegada descrita per Bart Brentjens, medallista d'or olímpic de ciclisme de muntanya, com:
"La Cape Epic és el Tour de França del ciclisme de muntanya"

## Guanyadors (2004-2013)
| Any  | Categoria    | Equip                                                                                      | Corredor 1                                                                                 | Corredor 2                                                                                 |
| ---- | ------------ | ------------------------------------------------------------------------------------------ | ------------------------------------------------------------------------------------------ | ------------------------------------------------------------------------------------------ |
| 2004 | Homes        | Focus/Rocky Mountain                                                                       | Mannie Heymans                                                                             | Karl Platt                                                                                 |
| 2004 | Dones        | Yellow Jacket                                                                              | Hanlie Booyens                                                                             | Sharon Laws                                                                                |
| 2004 | Mixt         | HAI-Bike / Scott                                                                           | Kirsten Rösel                                                                              | Robert Eder                                                                                |
| 2004 | Màsters      | Bowmans - Giant                                                                            | Frank Soll                                                                                 | Duncan English                                                                             |
| 2005 | Homes        | Giant                                                                                      | Roel Paulissen                                                                             | Bart Brentjens                                                                             |
| 2005 | Dones        | Fiat/Bianchi/Adidas                                                                        | Zoe Frost                                                                                  | Hannele Steyn-Kotze                                                                        |
| 2005 | Mixt         | Team Microsoft                                                                             | Nic White                                                                                  | Anke Erlank                                                                                |
| 2005 | Màsters      | Getaway/Mongoos                                                                            | Friedrich Coleske                                                                          | Doug Brown                                                                                 |
| 2006 | Homes        | Specialized                                                                                | Christoph Sauser                                                                           | Silvio Bundi                                                                               |
| 2006 | Dones        | adidas-Fiat-Rotwild                                                                        | Sabine Grona                                                                               | Kerstin Brachtendorf                                                                       |
| 2006 | Mixt         | radys.com                                                                                  | Dolores Maechler                                                                           | Severin Rupp                                                                               |
| 2006 | Màsters      | ABSA BUSINESS BANKING                                                                      | Linus van Onselen                                                                          | Geddan Ruddock                                                                             |
| 2007 | Homes        | Team Bulls                                                                                 | Karl Platt                                                                                 | Stefan Sahm                                                                                |
| 2007 | Dones        | DURAVIT                                                                                    | Anke Erlank                                                                                | Yolandè De Villiers                                                                        |
| 2007 | Mixt         | IMC/Mongoose                                                                               | Yolande Speedy                                                                             | Paul Cordes                                                                                |
| 2007 | Màsters      | Cycle lab                                                                                  | Andrew Mclean                                                                              | Damian Booth                                                                               |
| 2008 | Homes        | Cannondale Vredestein                                                                      | Roel Paulissen                                                                             | Jakob Fuglsang                                                                             |
| 2008 | Dones        | Rocky Mountain                                                                             | Pia Sundstedt                                                                              | Alison Sydor                                                                               |
| 2008 | Mixt         | Joybike guided by VMT and Maloja                                                           | Ivonne Kraft                                                                               | Nico Pfitzenmaier                                                                          |
| 2008 | Màsters      | ABSA Masters                                                                               | Doug Brown                                                                                 | Barti Bucher                                                                               |
| 2009 | Homes        | Bulls                                                                                      | Karl Platt                                                                                 | Stefan Sahm                                                                                |
| 2009 | Dones        | Absa Ladies                                                                                | Sharon Laws                                                                                | Hanlie Booyens                                                                             |
| 2009 | Mixt         | adidas Big Tree                                                                            | Nico Pfitzenmaier                                                                          | Alison Sydor                                                                               |
| 2009 | Màsters      | Absa Masters                                                                               | Doug Brown                                                                                 | Bärti Bucher                                                                               |
| 2010 | Homes        | Bulls 1                                                                                    | Karl Platt                                                                                 | Stefan Sahm                                                                                |
| 2010 | Dones        | Rothaus-CUBE                                                                               | Kristine Noergaard                                                                         | Anna-sofie Noergaard                                                                       |
| 2010 | Mixt         | MTN Business Quebeka                                                                       | Yolande Speedy                                                                             | Paul Cordes                                                                                |
| 2010 | Màsters      | Cyclelab Toyta                                                                             | Shan Wilson                                                                                | Andrew Mclean                                                                              |
| 2011 | Homes        | 36ONE-SONGO-SPECIALIZED                                                                    | Christoph Sauser                                                                           | Burry Stander                                                                              |
| 2011 | Dones        | USN                                                                                        | Sally Bigham                                                                               | Karien van Jaarsveld                                                                       |
| 2011 | Mixt         | Wheeler BiXS                                                                               | Barti Bucher                                                                               | Esther Süss                                                                                |
| 2011 | Màsters      | Juwi                                                                                       | Carsten Bresser                                                                            | Udo Boelts                                                                                 |
| 2012 | Homes        | 36ONE-SONGO-SPECIALIZED                                                                    | Christoph Sauser                                                                           | Burry Stander                                                                              |
| 2012 | Dones        | Wheels4Life                                                                                | Sally Bigham                                                                               | Esther Süss                                                                                |
| 2012 | Mixt         | Contego 28E                                                                                | Erik Kleinhans                                                                             | Ariane Kleinhans                                                                           |
| 2012 | Màsters      | World Bicycle Relief                                                                       | Bart Brentjens                                                                             | Jan Weevers                                                                                |
| 2013 | Homes        | Burry Stander - SONGO                                                                      | Christoph Sauser                                                                           | Jaroslav Kulhavy                                                                           |
| 2013 | Dones        | Energas                                                                                    | Yolande Speedy                                                                             | Catherine Williamson                                                                       |
| 2013 | Mixt         | RE:CM                                                                                      | Erik Kleinhans                                                                             | Ariane Kleinhans                                                                           |
| 2013 | Màsters      | Bridge                                                                                     | Nico Pfitzenmaier                                                                          | Abraao Azevedo                                                                             |
| 2013 | Gran Màsters | Songo.info                                                                                 | Bärti Bucher                                                                               | Heinz Zoerweg                                                                              |
| 2014 | Homes        | Topeak Ergon                                                                               | Robert Mennen                                                                              | Kristian Hynek                                                                             |
| 2014 | Dones        | RECM 2                                                                                     | Ariane Lüthi                                                                               | Annika Langvad                                                                             |
| 2015 | Homes        | Investec-Songo-Specialized                                                                 | Christoph Sauser                                                                           | Jaroslav Kulhavy                                                                           |
| 2015 | Dones        | RECM Specialized                                                                           | Ariane Lüthi                                                                               | Annika Langvad                                                                             |
| 2016 | Homes        | Bulls                                                                                      | Karl Platt                                                                                 | Urs Huber                                                                                  |
| 2016 | Dones        | Spur-Specialized                                                                           | Ariane Lüthi                                                                               | Annika Langvad                                                                             |
| 2017 | Homes        | Scott-SRAM                                                                                 | Nino Schurter                                                                              | Matthias Stirnemenn                                                                        |
| 2017 | Dones        | Meerendal CBC                                                                              | Esther Süss                                                                                | Jennie Stenerhag                                                                           |
| 2018 | Homes        | Specialized Racing                                                                         | Jaroslav Kulhavy                                                                           | Howard Grotts                                                                              |
| 2018 | Dones        | Specialized Racing                                                                         | Annika Langvad                                                                             | Kate Courtney                                                                              |
| 2019 | Homes        | Scott-SRAM                                                                                 | Nino Schurter                                                                              | Lars Forster                                                                               |
| 2019 | Dones        | Investec Songo Specialized                                                                 | Annika Langvad                                                                             | Anna Van der Breggen                                                                       |
| 2020 | Homes        | L'edició del 2020 quedà anulada degut a la situació d'emergència sanitària de la Covid-19. | L'edició del 2020 quedà anulada degut a la situació d'emergència sanitària de la Covid-19. | L'edició del 2020 quedà anulada degut a la situació d'emergència sanitària de la Covid-19. |
| 2020 | Dones        | L'edició del 2020 quedà anulada degut a la situació d'emergència sanitària de la Covid-19. | L'edició del 2020 quedà anulada degut a la situació d'emergència sanitària de la Covid-19. | L'edició del 2020 quedà anulada degut a la situació d'emergència sanitària de la Covid-19. |